# 赫伯特·齐默尔曼
赫伯特·齐默尔曼（德語：Herbert Zimmermann，1954年7月1日—），德国男子足球运动员，场上位置是前锋。他曾代表西德参加1978年国际足联世界杯，也曾在1980年欧洲足球锦标赛上获得冠军。